# Kardžali
Kardžali (bulharsky Кърджали, turecky Kırcaali, správným přepisem Kărdžali) je oblastní město v jižním Bulharsku. Žije tu necelých 50 tisíc obyvatel.

## Přírodní poměry

### Místo
Kardžali se nachází ve Východních Rodopech po obou březích řeky Arda. Město leží 259 km od Sofie, 100 km od Plovdivu, 50 km od Chaskova a 15 km od historického města Perperikon.
Městem prochází panevropský dopravní koridor č. 9, který spojuje Bulharsko s Egejským mořem přes průsmyk Makaza. Vzdálenost z Kardžali do Komotini v Řecku přes průsmyk Makaza je 84 km.
Na západě od města se na řece Arda nachází přehradní nádrž Kardžali. Na východ od Kardžali začíná přehradní nádrž Studen Kladenec (Студен кладенец).

### Podnebí
Podnebí je kontinentální středomořské, mírné a vlhké, s mnoha slunečnými dny v roce. Zimy jsou poměrně mírné - průměrné teploty se pohybují kolem 0 °C. Léto je teplé a slunečné, maximální teploty dosáhují 40 až 45 °C. Nejdelší sluneční svit je v Kardžali pozorován v červnu, červenci a srpnu.

## Název
Za bulharské říše se město nazývalo Višegrad. Podle legendy vděčí město za svůj současný název osmanskému veliteli Kırca Alimu, který zde ve 14. století padl a jeho následovníci poblíž jeho hrobu založili vesnici. Hrob byl otevřen v 20. letech, ale byl prázdný, a archeologové dospěli k závěru, že se jednalo o symbolický hrob.
Po městě je pojmenován mys Kărdžali na Livingstonově ostrově na Jižních Shetlandách v Antarktidě.

## Historie
Oblast kolem města je kolébkou různých civilizací a kultur. Během uplynulých tří tisíciletí se zde střetávali Thrákové, Řekové a Římané, Slované, Byzantinci a Turci.

### Nejstarší období
Předpokládá se, že zdejšími původními obyvateli byli Thrákové. V 6. století se na středním toku řeky Ardy usídlili Slované. Noví obyvatelé s sebou přinesli své tradice, jazyk a životní styl, ale od původního obyvatelstva postupně převzali vyšší kulturu. Zpočátku Slované v tomto regionu zůstávali v područí Byzantské říše, ale za vlády prvního bulharského cara Simeona II. se město i s okolím stalo součástí první bulharské říše.

### Byzantský středověk
Vzhledem ke své důležité strategické poloze a ekonomickému významu východních Rodopů byla oblast trvale vystavena konfliktům. Ve středověku bylo Kardžali významným křesťanským centrem a neslo jméno Achridos. Město z 11. až 14. století vykazuje podle nálezů společné rysy s materiální kulturou starých bulharských měst Pliska, Preslav, Trnovo nebo Nesebar. Materiální důkazy naznačují příslušnost i k druhé bulharské říši. Díky své příhraniční poloze se oblast stala předmětem soupeření bulharských a byzantských feudálů. Ve 14. století se město stalo součástí domény vévody Momčila. Jeho jméno je spojeno s odporem bulharských obyvatel proti invazi osmanských Turků.

### Osmanská říše
V letech 1370 – 1371 zde proběhlo několik neúspěšných bitev, které měly odradit vojáky Murada I. do útoků. Zdejší bulharské pevnosti byly dobyty a většina obyvatel byla zabita, prodána do otroctví nebo asimilována. Menší část se stáhla do nepřístupných hlubin hor a uchovala si svůj jazyk i příslušnost k bulharskému národu.
Koncem 18. století se oblast stala součástí Janinského pašaliku. Ještě v polovině 19. století bylo Kardžali nevelkou vsí, jak zaznamenal francouzský cestovatel Auguste Viquesnel. Po rusko-turecké válce a sanstefanském míru se město stalo součástí Bulharska a následně dle Berlínského kongresu součástí autonomní Východní Rumélie. Jenže po faktickém připojení Východní Rumélie k Bulharsku v roce 1885, získalo Turecko podle smlouvy v Tophane oblast okolo města zpět jako kompenzaci.

### Moderní doba
Město patří k Bulharsku poté, co ho Bulhaři obsadili 21. října 1912 během první balkánské války. V roce 1934 se město stalo sídlem obštiny a v roce 1959 sídlem okruhu. V roce 1987 byla obština i s městem zařazena do oblasti Chaskovo, ale od roku 1999 se město stalo správním střediskem samostatné oblasti. V současnosti je velkým administrativním, průmyslovým, obchodním a kulturním centrum Východních Rodopů.

## Obyvatelstvo
Ve městě žije 45107 stálých obyvatel a je zde trvale hlášeno 64 238 obyvatel. Podle sčítáni 1. února 2011 bylo národnostní složení následující:
- Bulhaři: 23 737 (61.0 %)
- Turci: 13 578 (34.9 %)
- Romové: 517 (1.3 %)
- ostatní: 1 063 (2.7 %)

## Galerie

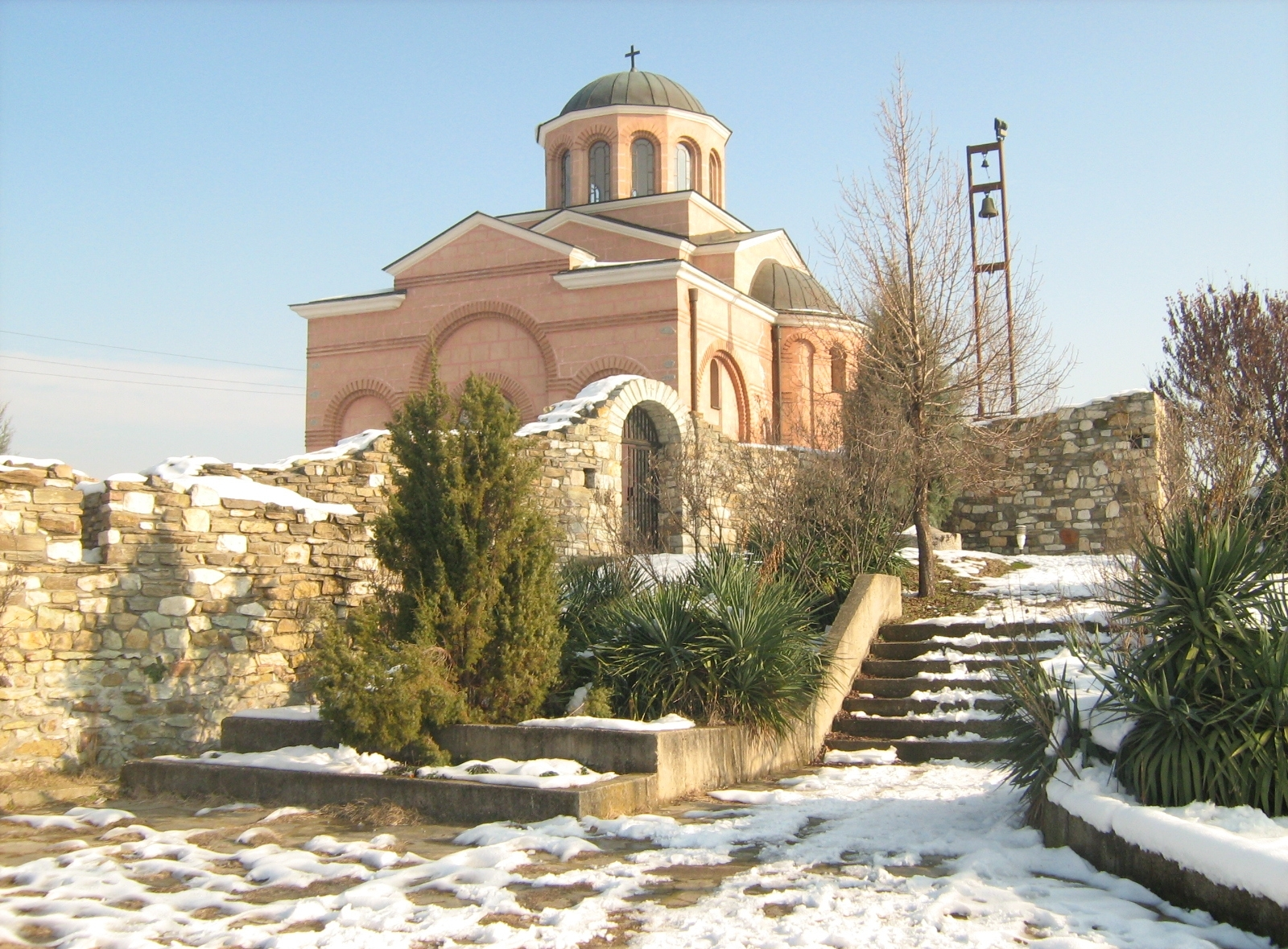
Kostel svatého Jana Křtitele
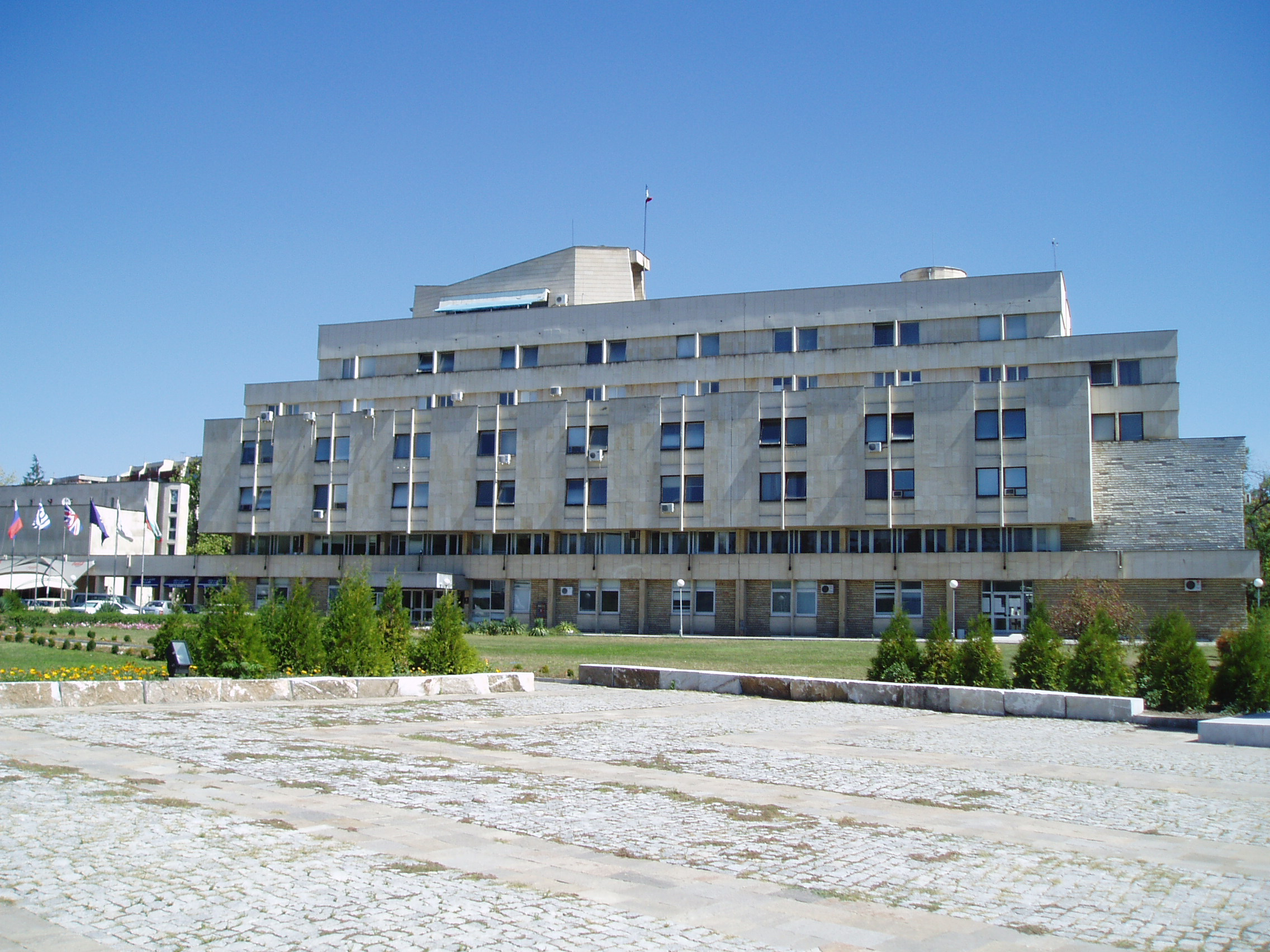
Správní budova zdejší obštiny
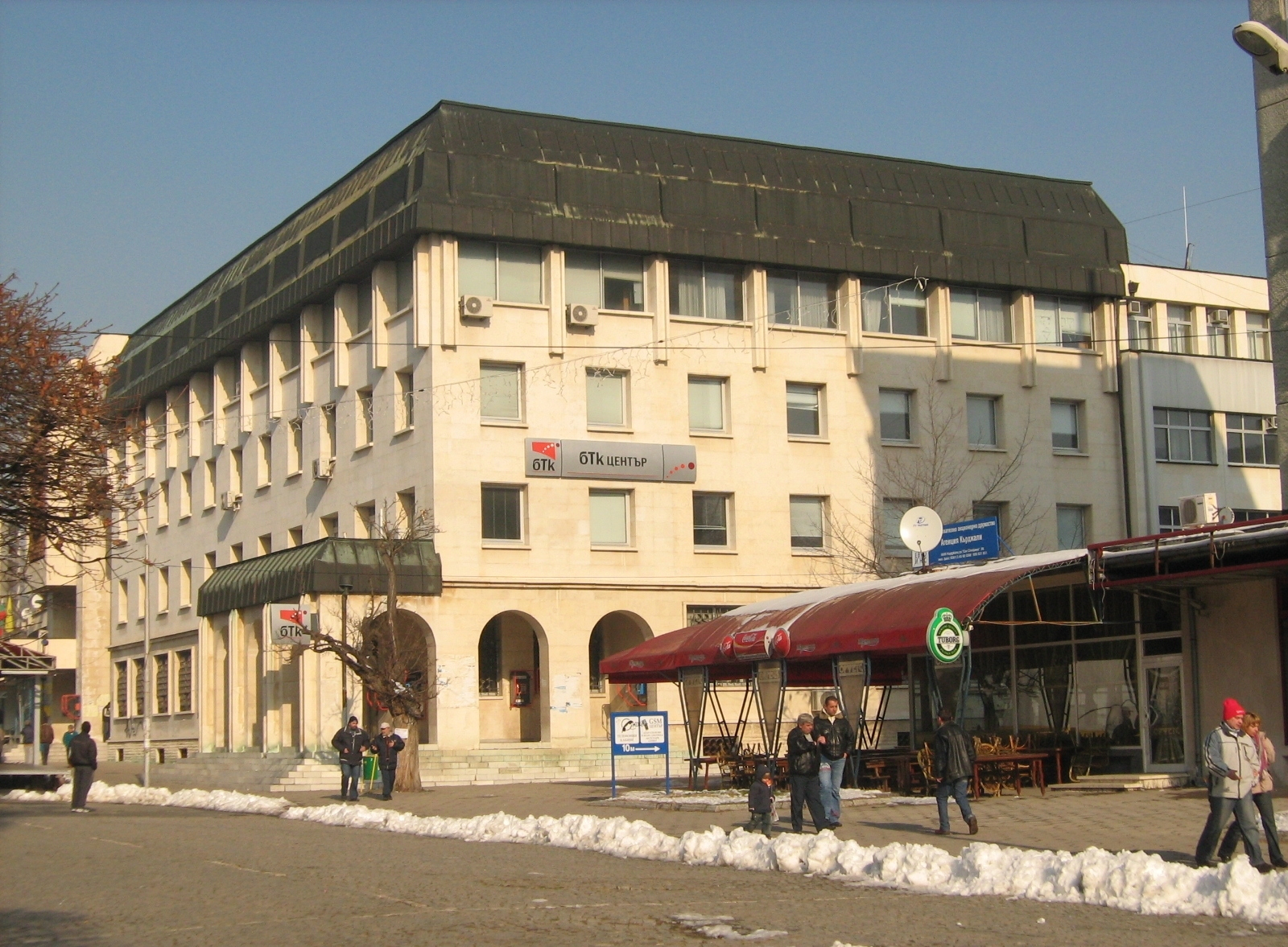
Centrum města v zimě

## Partnerská města
- Filippoi, Řecko (2002)
- Smyrna, Turecko
- Komotiní, Řecko (1997)
- Tekirdağ, Turecko (2003)
- Vladikavkaz, Rusko (1962)
- Vladimir, Rusko (2003)